# جائزة بلجيكا الكبرى 1954
جائزة بلجيكا الكبرى 1954 هو سباق فورمولا 1 أقيم بتاريخ 20 يونيو 1954 في حلبة دي سبا فرانكورشومب، بلجيكا. كان الثالث من أصل 9 في بطولة العالم لسباقات الفورمولا واحد موسم 1954. حلّ الأرجنتيني خوان مانويل فانجيو أولا بينما جاء الفرنسي موريس ترنتينيان في المركز الثاني وحصل على المركز الثالث البريطاني ستيرلنغ موس.